# JR北海道キハ201系気動車
キハ201系気動車（キハ201けいきどうしゃ）は、北海道旅客鉄道（JR北海道）が1996年（平成8年）に製造した通勤形気動車である。

## 概要
札幌圏の通勤輸送改善を目的として導入された。「すべてにおいて『電車と同じ』を追求」を開発コンセプトに掲げ、同時期に登場した731系電車とは合同の設計・開発プロジェクト「新車開発プロジェクト21」を編成しての徹底した共通化が図られている。デザインは内外装ともに、苗穂工場で行われた。
1996年（平成8年）に3両編成4本（12両）が富士重工業で製造され、731系が本格的に営業投入される翌1997年（平成9年）3月22日のダイヤ改正に合わせて営業運転を開始した。以来731系電車とは連結時に互いの動力を協調させた運転を実施している。その後の増備はなされなかったが、1998年（平成10年）に試作車が登場した特急型気動車キハ261系は、本系列をベースに設計された（当該項目を参照）。

### 導入の経緯
導入当時、札幌駅を発着する函館本線・千歳線・札沼線（学園都市線）は、札幌都市圏への人口の一極集中により、年4％の輸送量増加が続いていた。このため、電車列車については性能・収容力の点で劣る711系電車をJR北海道では初の本格的通勤型電車である731系電車に置き換えることで、輸送改善を図ることとなった。
しかし、最多混雑線区でもある函館本線小樽駅 - 札幌駅間は、電車列車に加え、非電化の余市駅・倶知安駅方面（通称「山線」、以下山線と表記）から気動車による直通列車が朝通勤時間帯に1日2本（当時）設定されており、性能・輸送力共に電車列車に劣ることから、存置した場合今後の輸送改善への影響が懸念された。このため、非電化区間直通列車については小樽駅での分断もしくは、維持について検討が行われることとなった。
当時小樽駅 - 札幌駅間への山線からの入り込み（約3000人/日）のうち、約1200人/日は札幌駅および以遠までの利用であり、うち700人が上記の直通列車を利用していたことから、JR北海道では「通勤型電車と同等の性能・機能をもち、かつ輸送段差に対応する、電車と総括運転できる通勤型気動車」を投入することとなった。

## 車両概説
特記ない限り、登場時の仕様を述べる。
731系電車とは編成単位での併結・協調運転が可能であり、本系列・731系いずれを先頭としても、すべての制御・確認が可能なよう、配慮されている。

### 車体

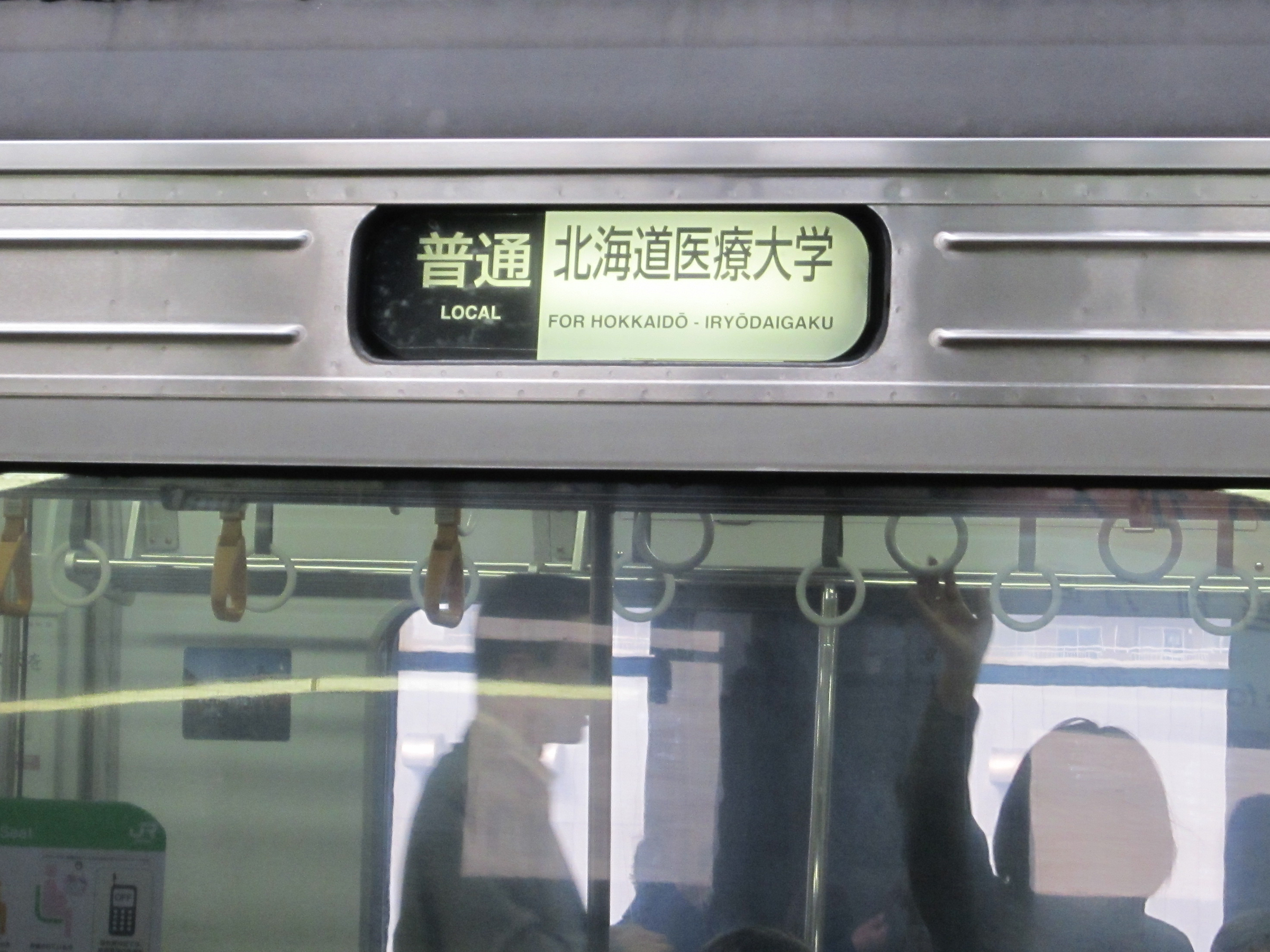
側面方向幕。札沼線（学園都市線）での運用は2012年10月で終了したため、現在ではこの「北海道医療大学行き」表示は見ることができない。

外観は屋根上・床下機器を除き731系と全く同一である。車体はビード付きの軽量ステンレス製（前頭部のみ普通鋼）で、車体傾斜装置（後述）搭載のため車体断面は上方窄まりの台形断面となっている。客用扉は片側3箇所に有効幅1,150mmのものを設け、低床化により、ステップ高さ18 cm、ステップ面高さ970 mmを実現している。
先頭部は731系と同様、普通鋼製の高運転台構造とし衝撃吸収構造とした貫通式である。灯火類の意匠や自動幌装置の採用も全く同一である。
車体側面には、コーポレートカラーの萌黄色（ライトグリーン）をベースに、731系と対比した青の帯（前面は青のみ）を配する。
前面上部の種別表示器・側面の行先表示器はともに幕式である。

### 内装
インテリアも、ロングシート（有効幅455mm/人、出入り口付近は格納可能）、客室仕切の廃止、客用扉上部と左右へのエアカーテン設置、ボタン開閉式の半自動ドアの装備、遠赤外線暖房、温風暖房や固定遠赤外線暖房の装備、ドアチャイム・自動放送装置・3色LED式車内案内表示装置（各乗降扉上部。左右で千鳥配置）装備など、731系と全く同一である。
ただし、トイレ（和式）の設置車両・車椅子スペースの設置車両が、731系ではそれぞれ岩見沢方先頭車（Tc1車）、小樽方先頭車（Tc2車）であったのに対し、本系列ではいずれも中間車（M車）への設置となっている。
運転台は731系同様の左手操作式ワンハンドルマスコンを搭載し、モニタ装置はタッチパネル式のカラー液晶ディスプレイとなった。
なお、運転台には電車との併結運転時に使用する機器・スイッチ類などが設置されている。

### 機器類
札幌圏は「最高速度130km/h 起動加速度2.2km/h/s」の確保が必要とされており、達成のためには、1両あたり900psの出力が必要とされた。このため、駆動機関は直噴式のN-DMF13HZE形ディーゼルエンジン（定格出力 450ps/2,100rpm、ターボチャージャー付）を全車2基搭載し、731系と同様、最高速度130 km/h（曲線通過速度=本則+10 km/h）、起動加速度（0〜60 km/h）2.2 km/h/sを達成している。
液体変速機は、山線での運用、曲線通過後の再力行性能確保のため、変速1段・直結4段、パワーオン制御付きのものを搭載する。
台車は731系と基本的に同一のヨーダンパ付き軸梁式ボルスタレス台車（N-DT201形）であり、ステップ面を低床ホーム高さ (970 mm) と同一面とする必要性から、車輪を振子車両で実績のある新製時直径810 mmのものとしている。
ブレーキシステムも731系と同一の、マルチモード滑走・再粘着制御を行うものであり、気動車の本系列は電気指令式空気ブレーキと排気ブレーキを併用する。基礎ブレーキ装置も同様に苗穂工場製の高粘着合成鋳鉄制輪子を採用した両抱き式踏面ブレーキとし、全天候下において130 km/h から十分な余裕をもって600 m 以内での停止が可能である。
冷房装置は各車屋根上に集中式のN-AU201形 (34.88 kW ≒ 30,000 kcal/h) を搭載している。
なお、731系電車との共通化、電車併結に伴い、制御電圧の共通化 (100 V)、接地系共通化、帯電防止対策などが行われている。

#### 車体傾斜装置
731系と同じ到達時分を確保するための出力は走り装置により確保されたが、それでもなお気動車では中速域での出力不足が否めなかった。これは電車併結時には編成長が長くなることで走行抵抗が軽減し問題ではなくなるが、単独運用時に電車列車と同一の走りをすることは困難と考えられた。
このことや地方線区での速達化の観点から、曲線通過時の遠心力を緩和し、乗り心地を損なわず曲線の高速通過を可能とするため、川崎重工業開発の空気ばねを用いた強制車体傾斜装置を搭載する。
これは、曲線に差し掛かると、先頭車両に搭載したジャイロセンサー（角速度センサー）により車体のヨーイング角速度と走行速度を検知し、制御装置では、検知されたヨーイング角速度と走行速度から曲線の方向・角度を求め、加えて内蔵された加速度センサーから左右加速度を求め、傾斜角度を決定し、各車両に搭載された車体傾斜電磁弁により、台車外軌側の台車枕ばね（空気ばね）内圧を高め、車体を傾斜（2度）させるもので、使用時は本則を10 - 25 km/h上回る速度での曲線通過を可能とした。なお、開発に当たってはキハ150形気動車を用いた試験が行われている。
この車体傾斜装置は、その後キハ261系気動車にも搭載されたが、JR北海道では2011年（平成23年）以降頻発した不祥事を受けて、軌道や車両への負担軽減、機器トラブルの防止を目的に2014年（平成26年）にキハ261系の車体傾斜装置の使用を停止（のちに撤去）しており、本系列も使用は停止している。

## 編成・形式
以下、方面を示す場合、札幌駅在姿を基準とする。本系列は編成を組むすべての車両が「キハ201形」であり、番台区分で区別されている。編成は731系同様3両（Mc1-M-Mc2）を固定ユニットとして構成される。
編成番号は岩見沢方先頭車の車両番号に識別記号「D」を付し、「D-101」などと表記される。
キハ201形100番台 (Mc1)
編成の岩見沢方先頭車（定員：141名、うち着席50名）。先頭部に自動幌装置を持つ。
キハ201形200番台 (M)
中間車（定員：153名、うち着席52名）。客室内岩見沢方にトイレ、倶知安方に車椅子スペースを装備する。
キハ201形300番台 (Mc2)
編成の小樽・倶知安方先頭車（定員：141名、うち着席50名）。基本的な仕様は100番台と同一である。

## 改造

### 重要機器取替
経年20年を迎える2018年（平成30年）度から2021年（令和3年）度までの計画で、車両更新までの機能維持を目的とした、機関・変速機等の動力関係の機器取替が実施された。その他の改造は表を参照。
- 改造所…苗穂所：苗穂運転所、苗穂工：苗穂工場

## 運用

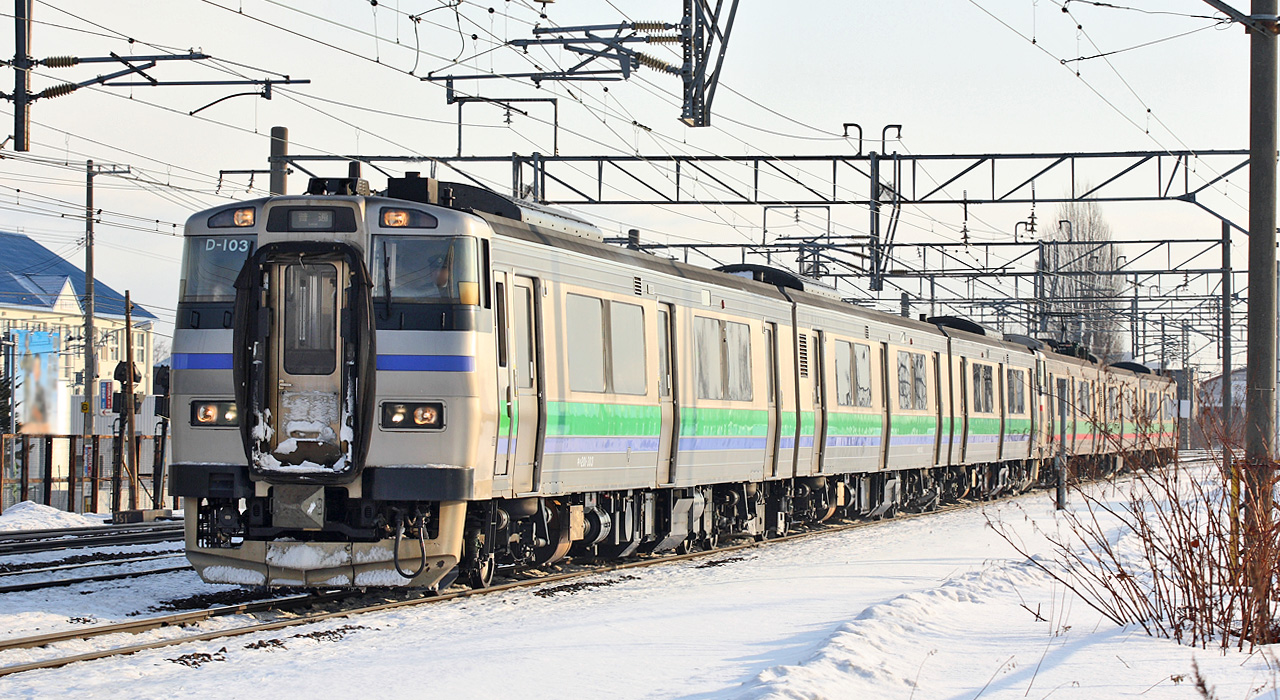
協調運転を行うキハ201系（前3両）と731系。（2009年1月26日、函館本線白石駅 - 苗穂駅）

全車両が苗穂運転所に配置され、以下の区間で、普通列車のほかに快速「ニセコライナー」で用いられる。3両編成単独のほか、列車により本系列同士、あるいは731系電車と併結した6両編成で運用される。
ワンマン運転には対応していないため、他の気動車列車がワンマン運転を実施する函館本線小樽駅 - 倶知安駅・蘭越駅間でも車掌が乗務する。
- 函館本線（蘭越駅 - 小樽駅 - 札幌駅 - 岩見沢駅）
  - 小樽駅 - 倶知安駅・蘭越駅間での運用は、朝ラッシュ時の下り2本（蘭越・倶知安発札幌行き）、夕ラッシュ時の上り1本（札幌発倶知安行き）、夜間の上り1本（小樽発倶知安行き）が該当する。
  - 731系電車と併結した列車は、併結区間の列車番号が9xxMとなっており、これで区別することが可能。
    - 例として、俱知安発苫小牧行き列車(俱知安-小樽間963D、小樽-札幌間963M、札幌-苫小牧間2738M。キハ201系は札幌で解結。)がある[14]。

### 過去の運用線区・臨時列車

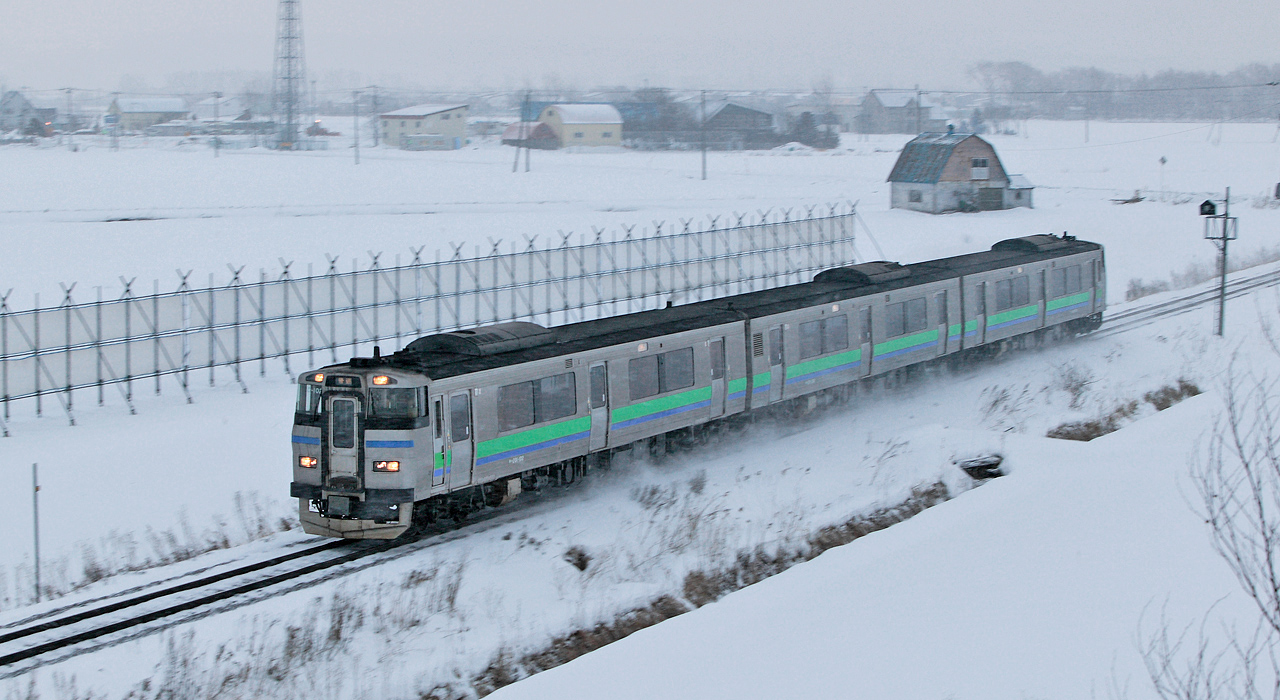
札沼線での走行。
（2007年1月2日 / 石狩太美駅 - あいの里公園駅）

- 札沼線（学園都市線　札幌駅 - 北海道医療大学駅）
  - 札幌圏では唯一非電化線区でもあったこともあり、登場当初から日中時間帯を中心に運用されていたが[2]、同区間電化後の、2012年（平成24年）10月27日ダイヤ改正で営業列車が電車に統一されたため、札沼線での運用は消滅した。
- 千歳線（札幌駅 - 新千歳空港駅）
  - 登場時に札幌駅 - 千歳駅の定期運用があり[2]、1997年10月より新千歳空港駅まで延長されたが、翌1998年3月のダイヤ改正で消滅した。
- その他
  - 1999年（平成11年）7月18日には臨時列車「ヘルシーサイクリング日高号」として札幌駅 - 静内駅間で運転され日高本線に入線した[15]。

## 車歴表
- 製造…富士重：富士重工業
- 配置…苗穂所：苗穂運転所